# Rezerwat przyrody Góra Zamkowa
Rezerwat przyrody „Góra Zamkowa” – rezerwat leśny położony na terenie powiatu lwóweckiego, w gminie Wleń (województwo dolnośląskie).
Obszar ochronny utworzony został Zarządzeniem Ministra Ochrony Środowiska, Zasobów Naturalnych i Leśnictwa z dnia 12 września 1994 r. w sprawie uznania za rezerwat przyrody (M.P. z 1994 r. nr 51, poz. 434) w celu zachowania ze względów naukowych, kulturowych i dydaktycznych wartości przyrodniczych zespołu grądów, szeregu cennych gatunków roślin chronionych oraz cennych zabytków kultury materialnej. Rezerwat położony jest w granicach Parku Krajobrazowego Doliny Bobru oraz obszaru siedliskowego sieci Natura 2000 „Ostoja nad Bobrem” PLH020054.
Teren rezerwatu obejmuje 21 ha lasu położonego na wierzchowinie i wschodnich stokach wzniesienia Góra Zamkowa, wznoszącej się na wysokość 360 m n.p.m. na zachodnim brzegu rzeki Bóbr. Drzewostan rezerwatu w większości zajmuje bardzo rzadkie w kraju i zagrożone w Europie siedlisko przyrodnicze – stokowe jaworzyny i lasy lipowo-klonowe, którym towarzyszą na niewielkich powierzchniach kwaśna buczyna i grąd. Wśród roślin występujących w runie tych lasów stwierdzono 5 gatunków chronionych: paprotnika kolczystego, ułudkę leśną, lilię złotogłów, parzydło leśne i czosnek niedźwiedzi. Spis flory terenu rezerwatu obejmuje łącznie 161 gatunków.
Stan rozpoznania fauny rezerwatu dotyczy przede wszystkim zwierząt kręgowych, które nie są reprezentowane tu przez gatunki rzadkie i ginące. Różnorodność roślinności stwarza potencjalnie dobre warunki rozwoju bogatej entomofauny. 

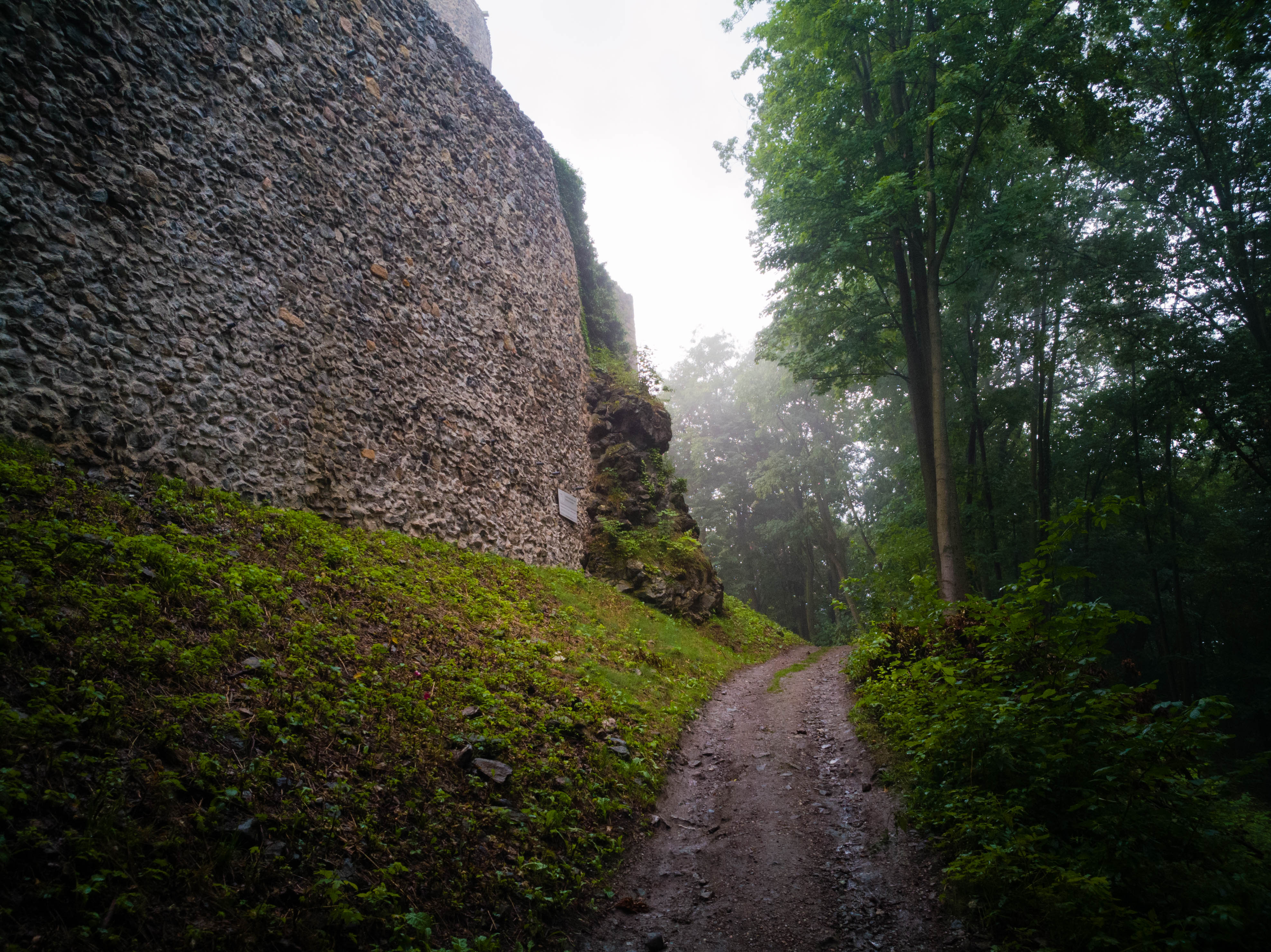
Mury zamku Wleń graniczące z drzewostanem rezerwatu

Poza walorami przyrody ożywionej rezerwat chroni również osobliwość geologiczną w postaci lawy poduszkowej zbudowanej z zieleńców. Skały te znajdują się w podszczytowych partiach wzniesienia, natomiast sam szczyt, wyłączony z obszaru rezerwatu, zajmuje zamek Wleń.
Rezerwat leży na gruntach Skarbu Państwa w zarządzie Nadleśnictwa Lwówek Śląski. Nadzór sprawuje Regionalny Konserwator Przyrody we Wrocławiu. Rezerwat nie posiada planu ochrony, obowiązują za to zadania ochronne, na mocy których obszar rezerwatu objęty jest ochroną czynną.
Rezerwat został udostępniony turystycznie. Przez jego teren przebiegają dwa szlaki turystyczne: żółty i zielony (Szlak Zamków Piastowskich).